# Ếch gai hàm
Ếch gai hàm (danh pháp hai phần: Vibrissaphora echinata) là loài lưỡng cư thuộc họ Megophryidae. Đây là loài đặc hữu của Việt Nam. Môi trường sống tự nhiên của chúng là vùng núi ẩm nhiệt đới hoặc cận nhiệt đới và sông ngòi. Chúng hiện đang bị đe dọa vì mất môi trường sống.